# شیرین (فیلم)
شیرین فیلمی ایرانی ساخته عباس کیارستمی است که در سال ۱۳۸۷ خورشیدی ساخته شد. فیلم تصویرگر نگاه ۱۱۳ بازیگر زن، بدون هیچ سخنی به دوربین فیلمبرداری است، در حالی که صداهایی از خواندن منظومه خسرو و شیرین نظامی گنجوی به گوش می‌رسد.
همه بازیگران فیلم به جز ژولیت بینوش، ایرانی و همگی از هنرپیشگان حرفه‌ای سینمای ایران هستند. در فیلم شیرین زنان هنرپیشه در برابر دوربین ظاهر شده و نگاه‌ها و واکنش‌های خود را هنگام تماشای فیلمی براساس بخشی از داستان عاشقانه ایرانی افسانه ای خسرو و شیرین با مضامین ایثار زنان به نمایش گذاشته‌اند. البته مردان هم در سالن سینما دیده می‌شدند. اما در حاشیه دوربین دیده می‌شوند و دوربین فقط روی بازیگران زن تمرکز می‌کند.
ژولیت بینوش دربارهٔ حضور خود در این فیلم با پوشش روسری گفت که این کار برای همدلی و همدردی با زنان ایران است که حجاب اسلامی به آن‌ها تحمیل شده‌است.

## حضور در جشنواره‌ها
فیلم شیرین که به شیوه دیجیتال فیلم‌برداری شده‌است، اولین بار در مراسم گشایش شصت و پنجمین جشنواره فیلم ونیز و در بخش خارج از مسابقه به نمایش گذاشته شد. شیرین نامزد جایزه بهترین فیلم آسیایی جشنواره بین‌المللی فیلم توکیو شد.
این فیلم همچنین در سی و هشتمین جشنواره رُتردام شرکت کرد که سه اکران عمومی داشت و مورد استقبال تماشاگران قرار گرفت.

## واکنش‌ها
شیرین، ساخته کیارستمی، در معرض نقدهای گوناگون و متضادی قرار گرفت؛ برای نمونه، خبرگزاری رویترز که خبر اعتراض ونیزی‌ها به فیلم را پوشش داده بود، گزارشی نیز به قلم دبورا یانگ منتقد سرشناس سینما منتشر کرد که در آن از فیلم کیارستمی تمجید شده بود یا اندرو پولور منتقد روزنامه گاردین دربارهٔ فیلم گفت: «واقعاً ناراحت‌کننده است که در سالن سینما بنشینی و واکنش عده‌ای دیگر از تماشاگران سینما را روی پرده تماشا کنی. این موضوع اصلی فیلم تازه عباس کیارستمی فیلم‌ساز کهنه‌کار ایرانی است.»

## بازیگران
| ردیف | نام               |
| ---- | ----------------- |
| ۱    | آتنه فقیه‌نصیری    |
| ۲    | آزیتا حاجیان      |
| ۳    | آفری بیانی        |
| ۴    | افسانه بایگان     |
| ۵    | افسانه چهره‌آزاد   |
| ۶    | الناز شاکردوست    |
| ۷    | الناز فیروزآذر    |
| ۸    | الیکا عبدالرزاقی  |
| ۹    | ایرن              |
| ۱۰   | باران زمانی       |
| ۱۱   | باران کوثری       |
| ۱۲   | بهاره افشاری      |
| ۱۳   | بهاره رهنما       |
| ۱۴   | بهاره کیان‌افشار   |
| ۱۵   | بهناز جعفری       |
| ۱۶   | بیتا فرهی         |
| ۱۷   | پانته‌آ بهرام      |
| ۱۸   | پریوش نظریه       |
| ۱۹   | پگاه آهنگرانی     |
| ۲۰   | پوری بنایی        |
| ۲۱   | ترانه علیدوستی    |
| ۲۲   | ثریا قاسمی        |
| ۲۳   | حمیده خیرآبادی    |
| ۲۴   | حمیرا ریاضی       |
| ۲۵   | خاطره اسدی        |
| ۲۶   | خاطره خالقی       |
| ۲۷   | خزر معصومی        |
| ۲۸   | دریا آشوری        |
| ۲۹   | رابعه اسکویی      |
| ۳۰   | راضیه برومند      |
| ۳۱   | رامونا شاه        |
| ۳۲   | رعنا آزادی‌ور      |
| ۳۳   | رؤیا تیموریان     |
| ۳۴   | رؤیا جاویدنیا     |
| ۳۵   | رؤیا نونهالی      |
| ۳۶   | ریما رامین‌فر      |
| ۳۷   | زهرا امیرابراهیمی |
| ۳۸   | زیبا بروفه        |
| ۳۹   | ژاله صامتی        |
| ۴۰   | ژاله علو          |
| ۴۱   | ژولیت بینوش       |
| ۴۲   | السا فیروزآذر     |
| ۴۳   | سارا خوئینی‌ها     |
| ۴۴   | سارا مانینن       |
| ۴۵   | ستاره اسکندری     |
| ۴۶   | ستاره پسیانی      |
| ۴۷   | سحر دولتشاهی      |
| ۴۸   | سحر ولدبیگی       |
| ۴۹   | سولماز پناهی      |
| ۵۰   | شبنم مقدمی        |
| ۵۱   | شقایق جودت        |
| ۵۲   | شقایق دهقان       |
| ۵۳   | شقایق فراهانی     |
| ۵۴   | شهره سلطانی       |
| ۵۵   | شهلا ریاحی        |
| ۵۶   | شهناز شهبازی      |
| ۵۷   | شهین‌دخت نجف‌زاده   |
| ۵۸   | شیرین بینا        |
| ۵۹   | شیوا ابراهیمی     |
| ۶۰   | طناز طباطبایی     |
| ۶۱   | عسل بدیعی         |
| ۶۲   | فاطمه گودرزی      |
| ۶۳   | فاطمه معتمدآریا   |
| ۶۴   | فاطمه نقوی        |
| ۶۵   | فریبا جدی‌کار      |
| ۶۶   | فریبا کامران      |
| ۶۷   | فریبا کوثری       |
| ۶۸   | فلامک جنیدی       |
| ۶۹   | فهیمه راستکار     |
| ۷۰   | کتانه افشاری‌نژاد  |
| ۷۱   | کتایون ریاحی      |
| ۷۲   | کمند امیرسلیمانی  |
| ۷۳   | گلاره کیازند      |
| ۷۴   | گلشیفته فراهانی   |
| ۷۵   | گوهر خیراندیش     |
| ۷۶   | لادن سلیمانی      |
| ۷۷   | لادن مستوفی       |
| ۷۸   | لادن ناصری        |
| ۷۹   | لاله اسکندری      |
| ۸۰   | لاله صبوری        |
| ۸۱   | لعیا زنگنه        |
| ۸۲   | لیدا عباسی        |
| ۸۳   | لیلا حاتمی        |
| ۸۴   | لیلی رشیدی        |
| ۸۵   | ماهایا پطروسیان   |
| ۸۶   | مرجان شیرمحمدی    |
| ۸۷   | مرجانه گلچین      |
| ۸۸   | مرضیه برومند      |
| ۸۹   | مریلا زارعی       |
| ۹۰   | مریم کاویانی      |
| ۹۱   | مریم مس‌چیان       |
| ۹۲   | مژگان ربانی       |
| ۹۳   | مهتاب کرامتی      |
| ۹۴   | مهتاج نجومی       |
| ۹۵   | مهرانه مهین‌ترابی  |
| ۹۶   | مهناز افشار       |
| ۹۷   | نسرین مقانلو      |
| ۹۸   | نگار جواهریان     |
| ۹۹   | نگار عابدی        |
| ۱۰۰  | نیره فراهانی      |
| ۱۰۱  | نیکو خردمند       |
| ۱۰۲  | نیکی کریمی        |
| ۱۰۳  | نیلوفر ادیب‌پور    |
| ۱۰۴  | نیوشا ضیغمی       |
| ۱۰۵  | هانیه توسلی       |
| ۱۰۶  | هدی ناصح          |
| ۱۰۷  | هدیه تهرانی       |
| ۱۰۸  | ویشکا آسایش       |
| ۱۰۹  | یکتا ناصر         |
| ۱۱۰  | یگانه اسفندیاری   |

## گویندگان
- منوچهر اسماعیلی (سرپرست گویندگان)
- خسرو خسروشاهی
- مینو غزنوی
- زهره شکوفنده
- فهیمه راستکار
- فریدون اسماعیلی
- رؤیا خلیل‌آذر
- زهرا سوهانی
- متانت اسماعیلی
- تقی کاملی
- مینا حبیبی
- آشا محرابی
- مهرخ افضلی
- امیرمحمد صمصامی
- علی‌محمد اشکبوس
- اسفندیار مهرتاش
- نسترن حرسلاک
- نسیم بهادری
- نگار منظمی
- مریم شیرافکن
- افشین هاشمی
- امیر سفیری